# Ihr Häuser des Himmels
Ihr Häuser des Himmels (Vous, demeures du ciel) (BWV 193a), est une cantate de  Johann Sebastian Bach composée à Leipzig en 1727 pour la fête du prince-électeur de Saxe et roi de Pologne Auguste II. Elle fut jouée le dimanche 3 août 1727. Le premier matériau pourrait venir d'une musique de l'époque de Köthen.
Le texte est de Christian Friedrich Henrici (Picander). La musique en est perdue. Bach la retravaillera pour donner, trois semaines plus tard, la cantate BWV 193 destinée à célébrer l'élection du nouveau Conseil Municipal de Leipzig.